# Daniel Rosero
Daniel Rosero (Bogotá, 1993. október 6. –) kolumbiai labdarúgó, az amerikai Sporting Kansas City hátvéde.

## Pályafutása
Rosero Kolumbia fővárosában, Bogotában született. Az ifjúsági pályafutását az argentin Arsenal de Sarandí akadémiájánál kezdte.
2012-ben mutatkozott be az Arsenal de Sarandí felnőtt keretében. 2016-ban a kolumbiai első osztályban szereplő Patriotas Boyacá, majd 2017-ben a Deportivo Cali szerződtette. 2020-ban az Atlético Juniorhoz igazolt. 2023. március 2-án hároméves szerződést kötött az észak-amerikai első osztályban érdekelt Sporting Kansas City együttesével. Először a 2023. április 2-ai, Philadelphia Union ellen 0–0-ás döntetlennel zárult mérkőzésen lépett pályára. Első gólját 2023. május 14-én, a Minnesota United ellen 3–0-ás győzelemmel végződő találkozón szerezte meg.

## Statisztikák
2023. június 22. szerint
| Klub                 | Szezon   | Osztály  | Bajnokság | Bajnokság | Kupa  | Kupa | Nemzetközi | Nemzetközi | Összesen | Összesen |
| Klub                 | Szezon   | Osztály  | Meccs     | Gól       | Meccs | Gól  | Meccs      | Gól        | Meccs    | Gól      |
| -------------------- | -------- | -------- | --------- | --------- | ----- | ---- | ---------- | ---------- | -------- | -------- |
| Sporting Kansas City | 2023     | MLS      | 13        | 1         | 0     | 0    | —          | —          | 13       | 1        |
| Összesen             | Összesen | Összesen | 13        | 1         | 0     | 0    | 0          | 0          | 13       | 1        |

## Sikerei, díjai
Sporting Kansas City
- US Open Cup
  - Döntős (1): 2024